# Tá Escrito
Tá Escrito é uma canção gravada pelo grupo de pagode Revelação, lançada como um single e pertencente ao álbum Ao Vivo no Morro de 2009. O seu lançamento adquiriu intensa popularidade, devido suas letras positivas e motivacionais.  

## Antecedentes e lançamento
A produção de "Tá Escrito" iniciou-se após o compositor Gilson Bernini perder um filho e estar em uma profunda tristeza. Xande de Pilares e Carlinhos Madureira se juntaram a ele e juntos elaboraram a faixa. Sobre a ocasião, Pilares comentou: "(...) O Gilson havia perdido o filho e estava arrasado. Eu e o Carlinhos o procuramos, sugerimos compor algo e, como a perda do garoto era assunto recorrente entre nós, foi natural escrever algo ‘pra cima’, com positividade – que tocasse nosso amigo, entristecido naquele momento".
Após a produção de "Tá Escrito", Pilares mostrou primeiramente a canção ao seu grupo Revelação e depois disso intencionava enviar para o cantor Zeca Pagodinho, a fim de que o mesmo pudesse gravá-la, o que não aconteceu. "Tá Escrito" entrou na lista de faixas do CD e DVD Ao vivo no Morro, gravados pelo Revelação em agosto de 2009 e lançados no mesmo ano, tornando-se seu single.

## Composição e letras
"Tá Escrito" é composta por Xande de Pilares, Carlinhos Madureira e Gilson Bernini e possui letras positivas, como em seu refrão que possui os versos: "Erga essa cabeça, mete o pé e vai na fé. Manda essa tristeza embora. Basta acreditar que um novo dia vai raiar. Sua hora vai chegar". A canção é uma mistura de mensagens de superação com a proposta de aceitação do que o destino nos reserva.

## Uso na mídia e regravações
Em 2014, "Tá Escrito" se tornou a canção não oficial dos jogadores brasileiros durante a Copa do Mundo Fifa disputada no Brasil. Além disso, se tornou parte da trilha sonora da telenovela Império da TV Globo. Em 2018, integrou a lista de faixas do DVD ao vivo Ofertório do cantor Caetano Veloso e seus filhos.
Em 2019, Pilares regravou a canção como um solista, para o tema de abertura da telenovela A Dona do Pedaço da TV Globo.